# Pallonetto (Napoli)
(Jean Paul Sartre)

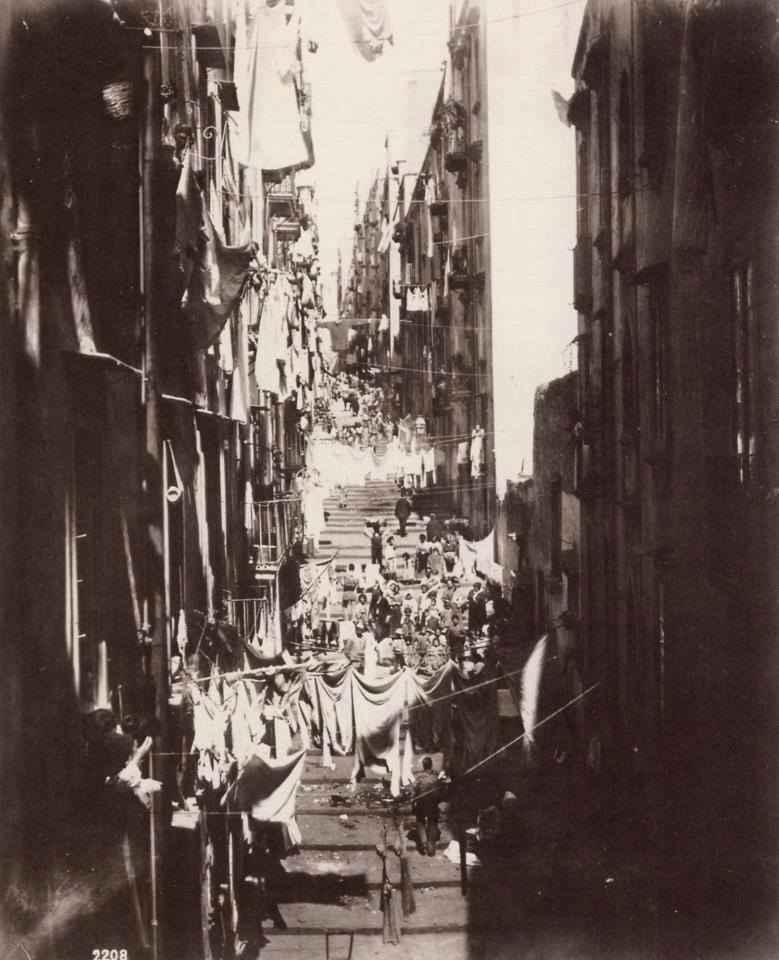
Vico Pallonetto di Santa Lucia, il Pallonetto più famoso di Napoli, in una foto di Giorgio Sommer del XIX secolo

Il toponimo Pallonetto identifica quelle zone di Napoli formate da caratteristici dedali di vicoli, stradine gradinate ripide, utilizzate dai cittadini per raggiungere il centro storico della città.

## Descrizione
A Napoli esistono tre zone in cui i toponimi utilizzano etimi legati al Pallonetto e sono il Pallonetto di Santa Chiara, il Pallonetto di San Liborio ed il Pallonetto di Santa Lucia, quest'ultimo il più antico e famoso dei tre.

Generalmente nelle zone dei Pallonetti l'architettura è molto caotica, in quanto nei vicoli coesistono sia bassi che palazzi di quattro o cinque piani. Spesso nell'ambito di uno stesso edificio capita di trovare balconi, finestre o porte posizionati in modo poco simmetrico, altri manufatti seguono l'altimetria dei gradoni su cui sono costruiti, creando diversi dislivelli.

## Etimologia
La toponomastica è legata al vecchio gioco del Pallonetto, praticato agli inizi del XV secolo presso la corte medicea, che ben presto si diffuse anche a Napoli.
Il gioco si può considerare come l'antenato della pelota basca, giocato con delle palline di cuoio, al cui interno c'era un nucleo di piombo rivestito di lana e gomma.
Il campo di gioco era la strada e tutto quello che la circondava, passanti compresi. Il gioco aveva termine quando la pallina non girava più. A volte lo si confonde con un altro gioco, inventato e praticato in Inghilterra nel 1847. Molto diffusi erano anche la pallacorda ed il pallamaglio.

## Arte, cinematografia ed opere
Già nel 1692 il canonico Carlo Celano, nella sua opera Notizie del bello, dell’antico e del curioso della città di Napoli, menziona la pratica di questo sport, che si svolgeva presso l’attuale piazza Bellini, in una struttura al coperto definita tra le migliori in Italia per poter «giocare alla racchetta e al pallone». In seguito alla diffusione del gioco, esso iniziò ad essere praticato anche per le strade.

Nel 1951 Eduardo De Filippo diresse il film Filumena Marturano, tratto dall'omonima opera che aveva scritto nel 1946. Eduardo affermò che si era ispirato a una donna realmente esistita che abitava nel Pallonetto di San Liborio. Qui nel secondo decennio del XXI secolo, fu realizzato un murales raffigurante il volto di Sophia Loren, che nel 1962 interpretò la Filumena Marturano di Vittorio De Sica.

Nel 1962 il Pallonetto di Santa Chiara fu una delle location del film Le quattro giornate di Napoli di Nanni Loy, in cui furono girate alcune scene, in particolare fu ricostruito un agguato ai danni dei soldati tedeschi da parte di un gruppo di civili. In alcune inquadrature è possibile riconoscere il portale laterale che immette nel cortile della chiesa di Santa Chiara.

Nel 1981 Gianni Rodari ha descritto il Pallonetto di Santa Lucia in una sua filastrocca:
vicolo storto vicolo stretto

senza cielo senza mare,

senza canzoni da cantare.
Chi farà musica e parole

per te Napoli senza sole?

A Marechiaro spunta la luna,

ma il Pallonetto non ha fortuna.
A Santa Lucia la luna splende

al Pallonetto però non scende.

Chi farà musica e parole

per te Napoli senza sole?»
(Gianni Rodari, Napoli senza sole)